# Zadok the Priest
Zadok the Priest, або Священник Цадок (ˈzeɪdɒk ðə prist) — британський гімн, написаний Георгом Фрідріхом Генделем у 1727 році для коронації короля Великої Британії Георга II. Поряд із такими творами як «The King Shall Rejoice», «My Heart Is Inditing» та «Let Thy Hand Be Strengthened» гімн «Zadok the Priest» є одним із коронаційних гімнів, написаних Генделем. «Zadok the Priest» виконується перед помазанням під час коронації кожного британського монарха з моменту створення твору. Також гімн став британською патріотичною піснею.

## Історія
Тексти усіх чотирьох гімнів були взяті із найдоступнішого опису коронації Якова II, яка відбулася у 1685 році. Сучасний текст є перекладом із традиційного антифону «Unxerunt Salomonem», сюжет якого походить із біблійної розповіді про помазання царя Соломона первосвященником Цадоком (Книга царів 1:38-40). Ці слова використовувалися під час кожної коронації англійського і згодом британського монарха починаючи з коронації короля Едґара у 973 році в Батському абатстві. Вважається, що більш рання постановка гімну написана Томасом Томкінсом для коронації Карла I у 1626 році; збереглися слова цього твору, проте не мелодія. Генрі Лейвз написав іншу мелодію для коронації Карла II в 1661 році; її ж заспівали у 1685 для Якова II, хоча мелодія була змінена через те, що до самого тексту архієпископ Кентерберійський Вільям Сенкрофт вніс незначні корективи.
Під час коронації Георга II 11 жовтня 1727 року хор Вестмінстерського абатства заспівав «Zadok the Priest» не в тій частині церемонії, в якій вимагалося; один з інших гімнів хор зовсім не заспівав, а інший — закінчився «конфузом».

## Текст
| Англійською | Українською |
| --- | --- |
| Zadok the Priest and Nathan the prophet anointed Solomon king And all the people rejoiced and said: God save the King! Long live the King! God save the King! May the king live for ever! Amen! Hallelujah! | Священник Цадок і пророк Натан помазали царя Соломона, І всі люди зраділи й сказали: Боже, бережи короля! Хай довго живе король! Боже, бережи короля! Дозволь королю жити вічно! Амінь! Алелуя! |

На відміну від «God save the King», у «Zadok the Priest» слово «king» (король) не змінюють на «queen» (королева), навіть якщо монархом є жінка. Це пов'язано з тим, що сюжет «Zadok the Priest» походить від біблійної розповіді, у якій ідеться про помазання царя Соломона.

## В інших контекстах
Тоні Бріттен взяв мелодію «Zadok the Priest» за основу для Гімну Ліги чемпіонів УЄФА у 1992 році.
«Zadok the Priest» було виконано під час весілля кронпринца Данії Фредеріка та Мері Дональдсон, яке відбулося 14 травня 2004 року в Копенгагенському соборі.